# Confite

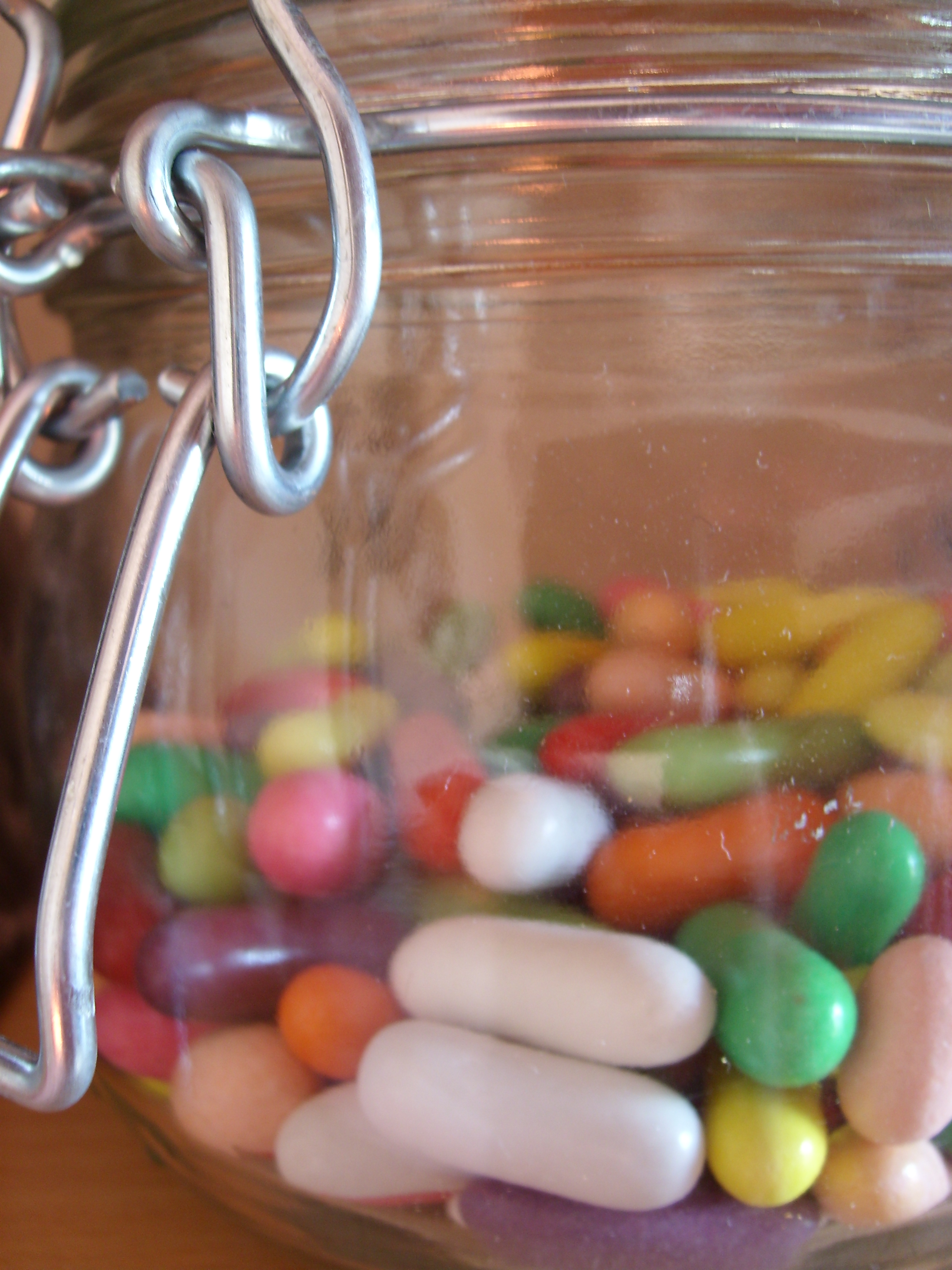
Confites de regaliz.

El confite (del catalán confit) es una golosina consistente en fruta seca, frutos secos, semillas o especias recubiertos de caramelo de azúcar. Los hechos con almendra (también llamados en algunos lugares peladillas) en una bolsa de muselina u otro envase decorativo, son un regalo tradicional en las celebraciones de bautismo y boda en muchos países de Europa y Oriente Medio, costumbre que se ha extendido a otros países, como Australia. Mientras los confites de regaliz suelen ser multicolores, los de almendra suelen ser blancos (aunque a veces también se colorean).
Una receta medieval está basada en semillas de anís, y sugiere también elaborar confites con hinojo, alcaravea, cilantro y dados de jengibre. Estos confites anisados parecen ser el precursor de los confites de anís.